# Morphem
Morphem ist ein Fachausdruck der Linguistik für die kleinste Spracheinheit, die eine identifizierbare Bedeutung oder grammatische Funktion hat. Solche kleinste Einheiten sind oft als Bestandteile von Wörtern anzutreffen, daher ist der Begriff Morphem der Zentralbegriff der linguistischen Morphologie. Er ist jedoch dem Begriff des Wortes nicht direkt gegenüberzustellen, sondern kann sich mit ihm überschneiden: Ein Wort kann zerlegbar und somit aus mehreren Morphemen zusammengesetzt sein, aber ein unzerlegbares Wort stellt zugleich auch ein einziges Morphem dar.

## Begriff

### Bestimmung
Morpheme werden allgemein als „kleinste bedeutungstragende (sprachliche) Einheit“ definiert; genauer wie folgt: „Das Morphem ist die kleinste lautliche oder graphische Einheit mit einer Bedeutung oder grammatischen Funktion“.
Zum Beispiel ist das Wort, das als ⟨Ti·sche⟩ geschrieben und /'tıʃə/ gesprochen wird, aus zwei Morphemen aufgebaut: {tisch}{-e}; dabei ist {tisch} der Wortstamm mit der Bedeutung ‚Möbel mit Platte und Beinen‘ und {-e} ist die Endung mit der Funktion ‚Mehrzahl‘, [Plural]. Das Wort, das als ⟨Wäl·der⟩ bzw. /'vɛl.dɐ/ erscheint, kann ebenfalls in zwei Wortteile, {wäld}{-er}, zerlegt werden. Dabei kommt das Morphem, das den Wortstamm ausmacht, in zwei verschiedenen Formen, sogenannten Morphen, vor: {wald} und {wäld} für [Singular] bzw. [Plural] (siehe auch unter Wortstamm#Stammveränderung und morphologische Analyse). Genauso hat das Morphem [Plural] verschiedene Ausprägungen: {-e} bei Tisch  bzw. {Umlaut} + {-er} bei Wald , und noch andere Formen bei anderen Substantiven: {Auto}{-s} usw.
Ein Morphem hat auf der Inhaltsseite (Plerem) definitionsgemäß immer eine Bedeutung oder grammatische Funktion. Es kann auf der Ausdrucksseite (Kenem) entweder immer in der gleichen Form geäußert werden (vgl. „Tisch“), oder aber auch mehrere Varianten (Allomorphe) haben (vgl. „Wald – Wäld“ oder [Plural]: {-e, -er, -s …}).

### Geschichte
Der Begriff Morphem wurde von Baudouin de Courtenay vor 1881 entwickelt. Leonard Bloomfield adaptierte den Begriff und hat ihn allgemein bekannt gemacht, verwendete ihn allerdings mit verengter Bedeutung, sodass bei ihm das Glossem synonym zum modernen Morphem ist. Dessen Definition festigte sich erst mit Eugene Nida.
Abweichend vom herrschenden Sprachgebrauch nennt der französische Sprachwissenschaftler André Martinet das Morphem im vorgenannten Sinne „Monem“. Ein freies Monem nennt Martinet „Lexem“, ein gebundenes „Morphem“.

### Abgrenzung
Ein Morphem ist die kleinste funktionstragende Einheit der Sprache auf der Inhalts- und Ausdrucksebene im Sprachsystem (Langue). Morpheme sind abstrakte Einheiten der Langue, die durch Segmentierung gewonnen werden (d. h. durch einen Prozess, der den Sprachstrom in einzelne Konstituenten unterteilt).

#### Morph und Allomorph
Morphe werden als Repräsentationseinheiten (Parole) bezeichnet und ein Morphem als Klasse äquivalenter Morphe (Langue).
Morphe, die Varianten ein und desselben Morphems sind, heißen Allomorphe bzw. allomorph zueinander. Allomorphe sind, da sie klassifiziert sind, Einheiten des Sprachsystems (Langue). Zum Beispiel sind {Hund} und {hünd} (in hündisch) zunächst zwei Morphe; hat man erkannt, dass sie die gleiche Funktion für unterschiedliche Kontexte darstellen, gelten sie als zwei Allomorphe des lexikalischen Morphems Hund .

#### Graphem und Phonem
Morpheme werden lautlich als Phonemfolgen und schriftlich als Graphemfolgen realisiert (sofern nicht ein Nullmorphem angesetzt wurde). Die klassische Definition des Phonems als kleinste funktionsunterscheidende Einheit ist von der Morphemdefinition als kleinster funktionstragender Einheit zu trennen.
Die nicht inhaltstragenden, bedeutungsunterscheidenden Elemente eines Morphems heißen Phoneme, wenn sie lautlich geäußert werden, und Grapheme, wenn sie schriftlich geäußert werden (als Buchstaben, Ziffern). Es gibt Schriftzeichen, die einem Morphem entsprechen, bspw. Ziffern oder viele Sinogramme, und Logogramme oder Morphogramme genannt werden.

#### Silbe
Das Morphem ist nicht identisch mit der Silbe, und daher ist die traditionelle Bezeichnung „Nachsilbe“ für ein am Wortende angehängtes Morphem nicht korrekt. Selbst wenn ein Morphem für sich genommen eine Silbe darstellen könnte (z. B. -er oder -en in den Beispielen unten), kommt bei der Zerlegung des gesamten zusammengesetzten Wortes in Sprechsilben oftmals gerade eine andere Silbenaufteilung heraus:
Beispiele
„Segler“
Sprechsilben: „Seg-ler“
Morpheme: „Segl-er“
„zerlegen“
Sprechsilben: „zer-le-gen“
Morpheme: „zer-leg-en“
In der deutschen Orthographie entsteht bei der Worttrennung am Zeilenende oft eine direkte Konkurrenz zwischen Morphem- und Silbenaufteilung. Während in der deutschen Rechtschreibung vor 1996 weitgehend das Morphem auf einer Zeile zusammengehalten werden sollte, bevorzugt die neue Orthographie eine echte Silbentrennung.

#### Wort
Das Morphem unterscheidet sich vom Wort. Für ein Morphem ist es unerheblich, ob es selbständig vorkommen kann oder nicht; das Wort ist hingegen definiert als die kleinste Form, die selbständig stehen kann. Wörter bestehen aus mindestens einem Morphem.

#### Lexem
Ein Lexem ist eine abstrakte Einheit, die Bedeutung, Laut-/Schriftbild, grammatische Merkmale und ggf. verschiedene Flexionsformen eines „Wortes“ zusammenfasst; dieser Begriff ist also zu unterscheiden von dem des „lexikalischen Morphems“, d. h. einem Morphem, das lexikalische Bedeutung trägt und als Basis für die Markierung grammatischer Information dienen kann.

## Notation
Die Schreibweise von Morphemen und Morphen erfolgt uneinheitlich. Oft werden Morph(em)grenzen mittels einfacher Striche (-) gekennzeichnet, aber viele Autoren verwenden zusätzliche visuelle Hilfsmittel, um Morpheme abzugrenzen.
Trennstriche
zer-leg-en
Schrägstriche („/…/“)
/zer-/ /leg-/ /-en/
runde Klammern
(zer-)(leg-)(-en)
eckige Klammern
[zer-][leg-][-en]
eckige Klammern in Verbindung mit Großschrift
[ZER-][LEG-][-EN]
[zer-][leg-][-en]
geschweifte Klammern
{zer-}{leg-}{-en}
Großschreibung oder Kapitälchen werden vor allem für grammatische Funktionsmorpheme verwendet und nicht für lexikale Inhaltsmorpheme oder Morphe. Im obigen Beispiel „zerlegen“ ist die Flexionsendung {-en} ein Fall (Morph) des abstrakten grammatikalischen Morphems [Infinitiv], das Präfix {zer-} ist ein konkretes Derivationsmorphem und {-leg-} ist der lexikalische Wortstamm.
- {zer}Affix {leg}{en}[Infinitiv]

## Einteilung in Klassen
Morpheme können nach unterschiedlichen Gesichtspunkten eingeteilt werden nach
1. ihrer Wortfähigkeit in Basen und Affixe,
2. ihrem Wortstatus in freie und gebundene Morpheme,
3. ihrer Funktion in lexikalische Inhaltsmorpheme und grammatikalische Funktionsmorpheme.

### Wortfähigkeit
Grundmorpheme (auch: „Wurzelmorpheme“, „Wurzeln“, „Basis“ oder „Kerne“ genannt) „sind die unverzichtbaren lexikalischen Kerne von Wörtern“.
Wurzeln kommen „in der Regel“, d. h. nicht notwendig frei vor. Die Einteilung in Wurzelmorpheme und Affixe ist daher ähnlich, aber andere als die in freie und gebundene Morpheme.

Affixe sind Morpheme, die keine Grundmorpheme sind. Diese unterteilt man entweder nach ihrer Position in der Wortform in Präfix, Suffix, Infix oder Zirkumfix oder nach ihrer Funktion in Derivationsaffixe und Flexionsaffixe.

### Wortstatus
Die Einteilung der Morpheme in freie und gebundene erfolgt danach, ob sie frei im Satz als Wörter auftreten können oder nicht.

Ein freies Morphem tritt als alleinige Wortform auf. In strenger Auslegung ist es nicht Teil eines Flexionsparadigmas: {in, nur, und}. Viele Autoren bezeichnen Morpheme auch dann als frei, wenn sie als eigenständige Wortform – meist die Nennform – neben anderen auftreten: {Mensch, schön, Frucht}. Im ersten Fall ist also mit frei die Flexionsunabhängigkeit gemeint (vgl. Partikel), im zweiten die Bedeutungsautonomie (vgl. Semantem, Lexem).

Ein gebundenes Morphem tritt nie als selbständige Wortform auf, sondern immer nur zusammen mit anderen Morphemen in einer Wortform. In engerer Bedeutung wird darüber hinaus gefordert, dass das Morphem seine Bedeutung erst aus dieser Verbindung gewinnt.
Gebundene Morpheme im engen Sinne sind häufig Flexionsendungen (z. B. {-en, -er, -st, -t}) oder Affixe in Ableitungen (z. B. {-lich, -sam, -ung}). Im weiteren Sinne gehören auch einige lexikalische Morpheme (z. B. {Him-} in Himbeere, {Schorn-} in Schornstein) und syntaktische  Morpheme (z. B. {-bibel}) dazu.
Verbstämme werden in der deutschen Grammatik oft auch als gebundene lexikalische Morpheme angesehen, da sie im Deutschen immer mit einer Flexionsendung zusammen verwendet werden. Der Imperativ Singular hat eine Flexionsendung, die als Nullallomorph {-} oder als Allomorph {-e} auftritt. Als Ausnahme bleibt der Inflektiv.
Ein gebundenes Morphem benötigt mindestens ein weiteres (freies oder gebundenes) Morphem, um ein Wort bilden zu können; z. B. {ent-} und {-en}, welche sich an einen Verbstamm wie {komm} anhängen und entkommen  bilden. Ein Wort wie Unbill  besteht nur aus zwei gebundenen Morphemen. Solche Fälle sind häufig bei Morphemen, die aus anderen Sprachen kommen (wie {bio-} und {-logie}, die zwei gebundene Morpheme sind) oder deren eigenständige Bedeutung im Laufe der Sprachentwicklung verloren gegangen ist.
Ob ein Morphem gebunden oder frei vorkommt, hängt von der jeweiligen Sprache ab. Im Deutschen heißt es Haus und mein Haus, im Türkischen ev ‚Haus‘ und evim ‚mein Haus‘.

### Funktion
In der funktionellen Betrachtung unterscheidet man zwischen lexikalischen und grammatischen Morphemen:

Die lexikalischen Morpheme (l-Morpheme) oder Inhaltsmorpheme bezeichnen reale oder gedachte Personen, Gegenstände, Sachverhalte. Sie sind also Morpheme mit einer referentiellen Funktion. Lexeme bilden den „Grundbestandteil eines Wortes“. Sie bilden die Stämme oder Wurzeln der Wörter, stellen also das Grundinventar der Wörter einer Sprache dar. Das Inventar der lexikalischen Morpheme ist offen, d. h. beliebig erweiterbar.

Die grammatischen oder funktionalen Morpheme (f-Morpheme) oder Funktionsmorpheme, auch Grammeme, hingegen bilden keine Wörter, sondern verändern diese gemäß grammatischen Regeln und tragen grammatische Informationen. Sie werden weiter unterteilt in Flexionsmorpheme und Wortbildungsmorpheme.

Flexionsmorpheme oder flexive Morpheme zeigen syntaktische Eigenschaften des Stammes an, den sie flektieren, das heißt, sie drücken seine grammatischen Merkmale aus.

Wortbildungsmorpheme oder derivative Morpheme leiten neue Wörter aus den schon vorhandenen ab und ändern dabei oft die Wortklasse oder Wortart, das heißt ihre Funktion betrifft die Wortbildung.
Da auch unzerlegbare Wörter als Morpheme gelten, können gegebenenfalls auch Artikel, Konjunktionen und Ähnliches unter die grammatischen Morpheme fallen.

## Sonderfälle

### Nullmorphem
Einen Sonderfall stellt das Nullmorphem {∅} dar. Dies ist ein Morphem, das nicht lautlich oder schriftlich realisiert ist.
Ein Nullmorphem kann unter anderem aus beschreibungstechnischen Gründen gerechtfertigt werden, beispielsweise beim Wechsel zwischen Flexionsaffixen und deren Fehlen im Paradigma eines Wortes.
Das Nullmorphem ermöglicht es, dass man das Flexionssystem der Substantive insgesamt einheitlich mit Wortstamm + Endung darstellen kann.

### Diskontinuierliches Morphem
Ein weiterer Sonderfall sind die diskontinuierlichen Morpheme, bei denen eine Folge voneinander getrennter Morphe zusammen ein Morphem bilden. Sie kommen in der Ableitung ebenso wie in der Flexion vor.

### Gebundenes lexikalisches Morphem
Lexikalische Morpheme treten auch als gebundene Morpheme auf, die keine Affixe sind. Die Verbstämme werden mitunter derart aufgefasst, da sie immer nur in Verbindung mit Flexions- oder Ableitungsmorphemen und nie allein verwendet werden.

Konfixe haben eine stärkere lexikalische Grundbedeutung und können im Gegensatz zu unikalen Morphemen in mehreren Umgebungen in Verbindung mit Derivation oder Komposition auftreten.

Unikale Morpheme kommen nur in einer einzigen Kombination vor und haben nur in Verbindung mit einem speziellen Kombinationspartner eine eigene Bedeutung; so z. B. {lier-} in ver-lier-en.
In Sprachen mit Inkorporation gibt es auch gebundene Nomina bzw. Verben, die morphologisch in ein Verb integriert werden; sie werden in diesem Zusammenhang überdies als Affixe bezeichnet.

## Beispiele
frei, lexikalischSchrank, Mensch, Liebe
Diese Morpheme können als selbständige Wörter im Satz stehen und haben eine Bedeutung.
frei, grammatischder, in, aber
Auch diese Morpheme stehen als selbständige Wörter im Satz, aber sie haben keine eigene Bedeutung. Sie haben eine grammatische Funktion, und man kann ihnen eine Bedeutung zuordnen, aber diese Bedeutung ist immer abhängig von einem lexikalischen Morphem. Beim bestimmten Artikel der ist allerdings umstritten, ob er nicht besser als Basis d- und Affix -er bestimmt werden sollte.
gebunden, unikalHim(beere), Lor(beer)
Him- und Lor- haben keine eigenständige Bedeutung oder Funktion mehr. Sie kommen heute ausschließlich in dieser einen Kombination vor und können ausschließlich in dieser Verbindung sinnvoll benutzt werden. Sie werden nach dem englischen Standardbeispiel auch Cranberry-Morphe genannt. Die Einzelbedeutung dieser Morpheme ging mit dem Sprachwandel verloren (z. B. „Him-“ von mhd. Hinde, „Hirschkuh“).
gebunden, derivativ-keit, ent-, -ier(-en)
Diese Morpheme können nicht selbständig vorkommen. Sie sind immer an ein lexikalisches Morphem gebunden, dessen Wortklasse sie oft ändern. heiter → Heiterkeit ändert beispielsweise die Wortklasse von Adjektiv in Substantiv.
gebunden, flexiv-t (Allomorphe des Morphems [3. Person Singular Indikativ Präsens] bzw. der Morphemkombination [3. Person][Singular][Indikativ][Präsens])
-en (Allomorph des Morphems [Infinitiv])
Auch diese Morpheme kommen nur an lexikalische Morpheme gebunden vor. Ihre Funktion ist die Beugung (Flexion) der Wörter. Das Allomorph -t z. B. beugt das Verb gehen (die Verbindung heißt dann geht) nach Person (3.), Zahl (Einzahl), Zeit (Präsens) und Modus (Indikativ).

## Zahl der Morpheme im Deutschen
Zu der Frage, aus wie vielen Morphemen deutsche Wörter aufgebaut sind, sind folgende Hinweise zu finden: Bühler schätzt, dass ca. 34.000 Wörter mit über 2000 „Sinnsilben“ gebildet werden. Dabei ist nicht ganz klar, was mit „Sinnsilbe“ gemeint ist. Muss man sie mit Morph oder Morphem gleichsetzen, oder sind zum Beispiel grammatische Morphe/Morpheme dabei nicht berücksichtigt? Eine nicht näher benannte Computeranalyse eines Wörterbuchs von Wahrig hat ergeben, dass dem darin enthaltenen Wortschatz „fast 5000 deutschstämmige“ und insgesamt „fast 10.000 Morpheme“ zugrunde liegen. Es fehlt hier der Hinweis, wie umfangreich der Wortschatz dieses Wörterbuches ist. Bünting ist sich bewusst, dass diese Zahlenangaben nicht zu stimmen brauchen, nimmt aber an, damit die Dimension in etwa getroffen zu haben. König gibt – ebenfalls ohne Quellenangabe – an, das Deutsche verfüge über „ca. 4000 Grundmorpheme“. Bluhme behandelt in seinem Buch einen Grundwortschatz, der aus 3800 einsilbigen Morphemen besteht, von denen jedoch 1757 (46 %) Entlehnungen sind. Golston & Wiese erstellen eine Datenbank der lexikalischen Wurzeln auf der Basis mehrerer Wörterbücher und erhalten 6512 Einträge.
Das Problem bei diesen Angaben besteht darin, dass sie nur sinnvoll sind, wenn man sie auf eine bekannte Größe des Wortschatzes bezieht. Je größer der zugrundegelegte Wortschatz ist, desto größer ist auch die Zahl der Morpheme, wie sich in einer ähnlich gelagerten Untersuchung zu Morphtypes gezeigt hat.

### Allgemeine linguistische Einführungsliteratur
- Patrick Brandt, Rolf-Albert Dietrich, Georg Schön: Sprachwissenschaft (= UTB). 2. Auflage. Böhlau, Köln 2006, ISBN 3-8252-8331-3.
- Gerhard Augst: Lexikon zur Wortbildung – Morpheminventar A–Z (3 Bände) (= Forschungsberichte des Instituts für deutsche Sprache). Gunter Narr, Tübingen 1975, ISBN 3-87808-624-5.
- Hadumod Bußmann: Lexikon der Sprachwissenschaft. 3. aktualisierte und erweiterte Auflage. Kröner, Stuttgart 2002, ISBN 3-520-45203-0.
- Danièle Clément: Linguistisches Grundwissen. 2. Auflage. 2000.
- Michael Dürr, Peter Schlobinski: Deskriptive Linguistik. 2006, ISBN 3-525-26518-2.
- Hanspeter Gadler: Praktische Linguistik. 3. Auflage. 1998, ISBN 3-8252-1411-7.
- Dietrich Homberger: Sachwörterbuch zur Sprachwissenschaft. 2000.
- Piroska Kocsány: Grundkurs Linguistik. Ein Arbeitsbuch für Anfänger. Fink, Paderborn 2010.
- Angelika Linke, Markus Nussbaumer, Paul R. Portmann: Studienbuch Linguistik. 5., erweiterte Auflage. Max Niemeyer, Tübingen 2004.
- Jörg Meibauer: Einführung in die germanistische Linguistik. 2. Auflage. Metzler, Stuttgart 2007, ISBN 978-3-476-02141-0, S. 15–69.
- Heidrun Pelz: Linguistik. 1996, ISBN 3-455-10331-6.
- Winfried Ulrich: Linguistische Grundbegriffe (= HIRTs Stichwörterbücher). 5. Auflage. Gebrüder Borntraeger, Berlin/Stuttgart 2002, ISBN 3-443-03111-0.

### Spezielle linguistische Einführungsliteratur
- Henning Bergenholtz, Joachim Mugdan: Einführung in die Morphologie. Kohlhammer, Mainz u. a. 1979, ISBN 3-17-005095-8.
- Ingrid Kühn: Lexikologie. 1994, ISBN 3-484-25135-2.
- Franz Simmler: Morphologie des Deutschen. Weidler, Berlin 1998, ISBN 3-89693-304-3.
- Christine Römer: Morphologie der deutschen Sprache. Francke, Tübingen/Basel 2006, ISBN 3-8252-2811-8.
- Ernst Tugendhat, Ursula Wolf: Logisch-semantische Propädeutik (= Universal-Bibliothek. Nr. 8206). Reclam, Stuttgart 1983, ISBN 3-15-008206-4.

### Vertiefende Literatur
- Susanne Bartke: Experimentelle Studien zur Flexion und Wortbildung. Niemeyer, Tübingen 1998, ISBN 3-484-30376-X.